# Nathan Harriel
Nathan Harriel, né le 23 avril 2001 à Oldsmar, en Floride aux États-Unis, est un joueur international américain de soccer jouant au poste d'arrière droit au Union de Philadelphie en MLS.

## Biographie

### En club
Né à Oldsmar, en Floride aux États-Unis, Nathan Harriel est formé au Union de Philadelphie. Le 18 juillet 2020, Nathan Harriel signe son premier contrat professionnel avec le Union.
Harriel joue son premier match avec l'équipe première de Philadelphie le 3 septembre 2021, à l'occasion d'une rencontre de Major League Soccer face au Revolution de la Nouvelle-Angleterre. Il est titularisé et son équipe s'incline par un but à zéro,.
Le 31 août 2022, Harriel inscrit son premier but en équipe première, lors d'une rencontre de MLS face à Atlanta United. Il entre en jeu à la place d'Olivier Mbaizo et participe à la victoire de son équipe par quatre buts à un,.
Le 23 mars 2023, Harriel prolonge son contrat avec le Union de Philadelphie jusqu'en décembre 2025, avec une option pour deux années supplémentaires,.

### En sélection

#### En jeunes
Nathan Harriel représente l'équipe des États-Unis des moins de 18 ans pour un total de trois matchs joués en 2018.
En mai 2024, Harriel est retenu dans une liste de 25 joueurs pour participer à un camp d'entraînement avec l'équipe des États-Unis des moins de 23 ans à Kansas City.

#### Avec les A
Le 5 janvier 2024, Nathan Harriel est convoqué pour la première fois avec l'équipe nationale des États-Unis par le sélectionneur Gregg Berhalter. Il ne joue toutefois aucun match lors de ce rassemblement. Il honore finalement sa première sélection le 7 juin 2025, lors d'un match amical contre la Turquie. Il entre en jeu et son équipe est battue par deux buts à un.